# Golpe de Estado en Alto Volta de 1980
El golpe de Estado en Alto Volta de 1980 tuvo lugar en la República del Alto Volta (hoy Burkina Faso) el 25 de noviembre de 1980. El golpe, dirigido por el coronel Saye Zerbo y un numeroso grupo de oficiales subalternos de las Fuerzas Armadas de Burkina Faso, derrocó al presidente Sangoulé Lamizana. El golpe de Estado vino precedido por un largo período de sequía, hambruna, malestar popular y huelgas laborales.

## Antecedentes
Alto Volta se independizó de Francia en 1960, después de lo cual el nuevo presidente del país, Maurice Yaméogo, se propuso crear una dictadura de partido único gobernada por su propio partido la Unión Democrática Voltaica. Tras varias elecciones amañadas y la instauración de un nuevo presupuesto de austeridad, los poderosos sindicatos se levantaron contra el Presidente, lo que provocó el golpe de Estado de 1966, en el que el teniente coronel Sangoulé Lamizana tomó el poder. Esto marcó el comienzo de una larga era de gobierno militar en el Alto Volta y más tarde en Burkina Faso.
Lamizana gobernó el país como dictador militar hasta las elecciones presidenciales de Alto Volta de 1978, cuando fue elegido líder de un régimen civil. Durante la década de 1970, su gobierno enfrentó numerosos problemas, entre ellos la continua oposición de los sindicatos, el surgimiento de nuevos grupos políticos de oposición, una fuerte sequía en el Sahel, una creciente desertificación, etc. La necesidad de ayuda exterior alcanzó niveles récord: en 1979 representaba el 70 % del presupuesto gubernamental.
En febrero de 1979 los principales sindicatos de país iniciaron una nueva campaña contra el presidente. En mayo, dos destacados líderes sindicales fueron arrestados por incitar a la revuelta; las huelgas de protesta que duraron una semana pronto llevaron a su liberación. Dos meses después, Lamizana denunció las demandas de los sindicatos y llamó a la unidad nacional. En diciembre, el presidente finalmente reconoció la dependencia del país de la ayuda occidental para sobrevivir. El 7 de enero de 1980 se inició una huelga general. Resultó breve, pero a Lamizana le esperaban más problemas para finales de año.

## Golpe de Estado
El 1 de octubre, los maestros de escuela comenzaron una huelga, que se transformó en una huelga general a principios de noviembre, ejerciendo una fuerte presión sobre el gobierno. El 12 de noviembre, el presidente sobrevivió a una moción de censura, con un margen de solo 33 votos a favor y 24 en contra. Si bien los docentes acordaron el 22 de noviembre volver al trabajo, los disturbios aún no habían culminado.
El 25 de noviembre, el coronel Saye Zerbo encabezó un golpe de Estado militar que derrocó al presidente Lamizana. El golpe resultó incruento y exitoso. La policía antidisturbios, desplegada contra los trabajadores en huelga, intentó un contragolpe en apoyo de Lamizana, pero no logró reintegrarlo. Zerbo —un veterano militar, exministro de Asuntos Exteriores entre 1974 y 1976, comandante del regimiento del ejército en la capital, Uagadugú, y jefe de inteligencia militar— suspendió la constitución y estableció el Comité Militar de Recuperación para el Progreso Nacional (en francés: Comité Militaire de Redressement pour le Progrès National, CMPRN), una junta militar de treinta y un miembros. Varios miembros de la junta eran jóvenes y radicales, entre ellos estaban los futuros presidentes Thomas Sankara y Blaise Compaoré.
Entre los sectores de la sociedad que apoyaron el golpe se encontraban el pueblo Mossi y los católicos, dos grupos históricamente marginados por Lamizana, aunque Zerbo, al igual que su predecesor, era musulmán Bissa.

## Consecuencias
El nuevo presidente inicialmente contó con el apoyo de los sindicatos, como lo tuvo Lamizana después de su golpe de 1966, y se ganó el apoyo de los docentes en huelga al ceder a la mayoría de sus demandas. Los jefes tradicionales también apoyaron al nuevo presidente. El 16 de diciembre estableció un gabinete de dieciséis miembros. Esta contención no duró mucho. El gobierno enfrentó grandes protestas ya en mayo, después de que Zerbo anunciara la imposición del servicio militar obligatorio y advirtiera a los sindicatos que vigilaran su tono hacia el nuevo régimen. Más tarde, después de continuos disturbios, prohibió las huelgas laborales unas semanas antes del primer aniversario del golpe.
Apenas dos años después, Zerbo fue derrocado por los militares en otro golpe de Estado en 1982, convirtiendo al mayor Dr. Jean-Baptiste Ouédraogo en nuevo presidente del país. El gobierno militar continuó en el país desde entonces, con numerosos golpes e intentos de golpe.